# Suncus madagascariensis
Suncus madagascariensis là một loài động vật có vú trong họ Chuột chù, bộ Soricomorpha. Loài này được Coquerel mô tả năm 1848.

## Hình ảnh